# Kasetsart-Universität
Die Kasetsart-Universität (thailändisch มหาวิทยาลัยเกษตรศาสตร์, RTGS Mahawitthayalai Kasetsat [kàsèːtsàːt], übersetzt: „Universität der Agrarwissenschaft“) in Bangkok ist eine der größten und renommiertesten öffentlichen Universitäten Thailands und war die erste landwirtschaftliche Universität des Landes. Sie ist heute aber eine Volluniversität, hat also auch Fakultäten außerhalb der Agrarwissenschaften.

## Geschichte

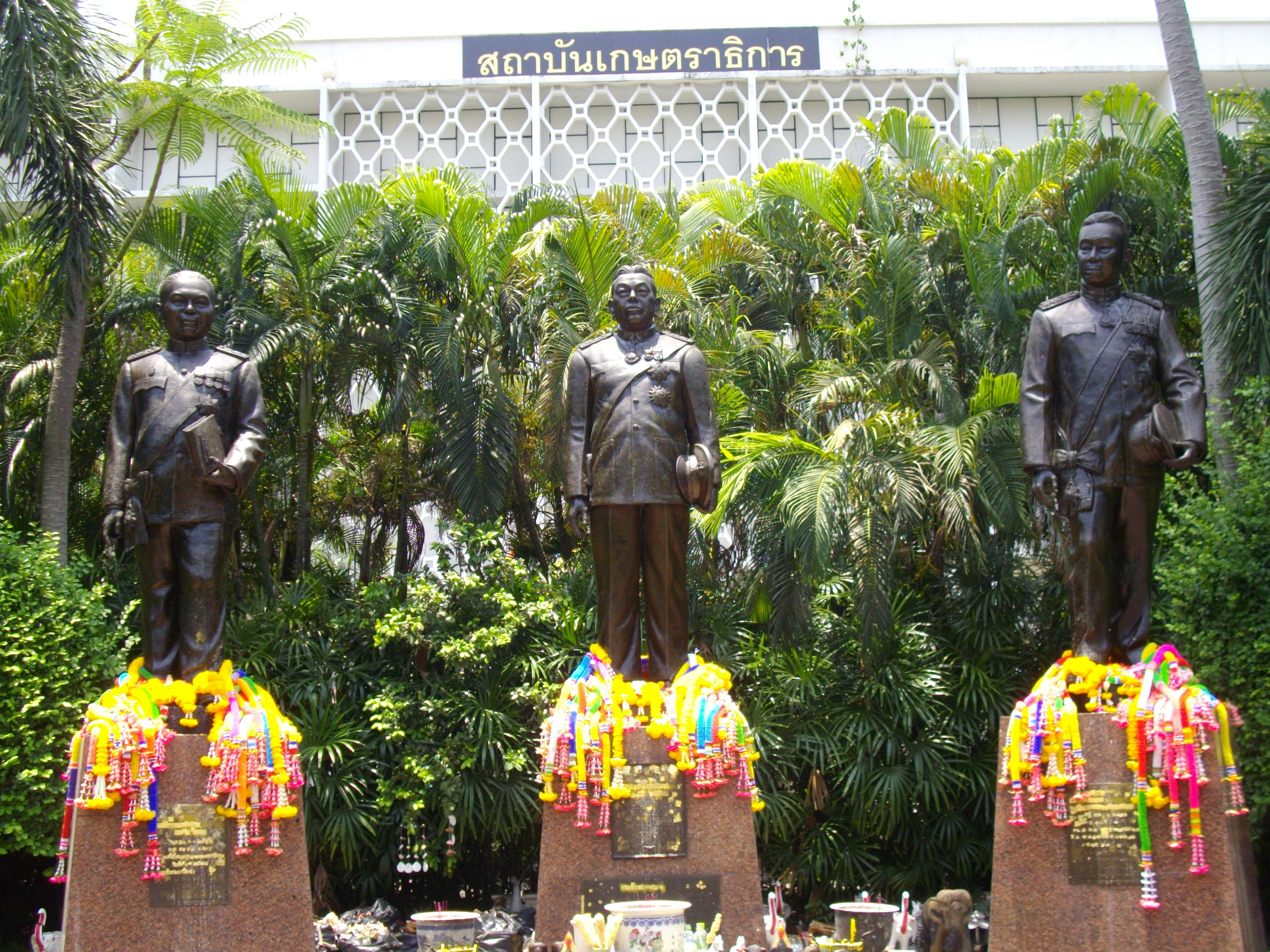
Statuen der drei Gründungsväter

Kasetsart existierte im Jahr 1914 als pädagogische Fachschule für Landwirtschaft. Sie wurde von drei Freunden gegründet: Luang Suwan Vajokkasikij, Phra Chuangkasetsinlapakan und Luang Ingkhasikasikan. Die drei werden bis heute als Gründungsvater verehrt. Vor ihrer Statue auf dem Universitätscampus bringen Studenten, insbesondere vor Prüfungen, Blumenkränze und Tierfiguren als Opfergaben dar. Am 2. Februar 1943 wurde die Fachschule dann durch Beschluss der Regierung von Feldmarschall Plaek Phibunsongkhram zur „Universität der Agrarwissenschaft“, als Kasetsart-Universität, aufgewertet. Später wurde auch eine pädagogische Fakultät ins Leben gerufen. Während der Regierungszeit von Feldmarschall Sarit Thanarat wurde sie 1962 zur Volluniversität erweitert.
Im Jahr 2005 war Kasetsart die erste Universität mit einer Aufnahmeprüfung, die dennoch bei Schulabgängern in Thailand hohen Zulauf verzeichnete.
Die Kasetsart-Universität hat zahlreiche internationale Partner, unter anderem hat sie seit 1984 ein Kooperationsabkommen mit der Justus-Liebig-Universität Gießen.

### Ehemalige Präsidenten
- Sin Kamolnawin (1943–1945)
- Thawi Bunyaket (1945–1946)

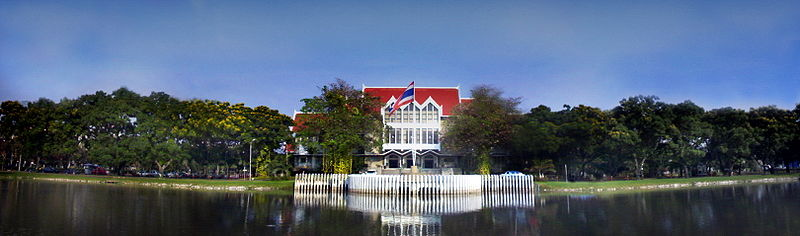
Blick über den Campusteich auf die Aula

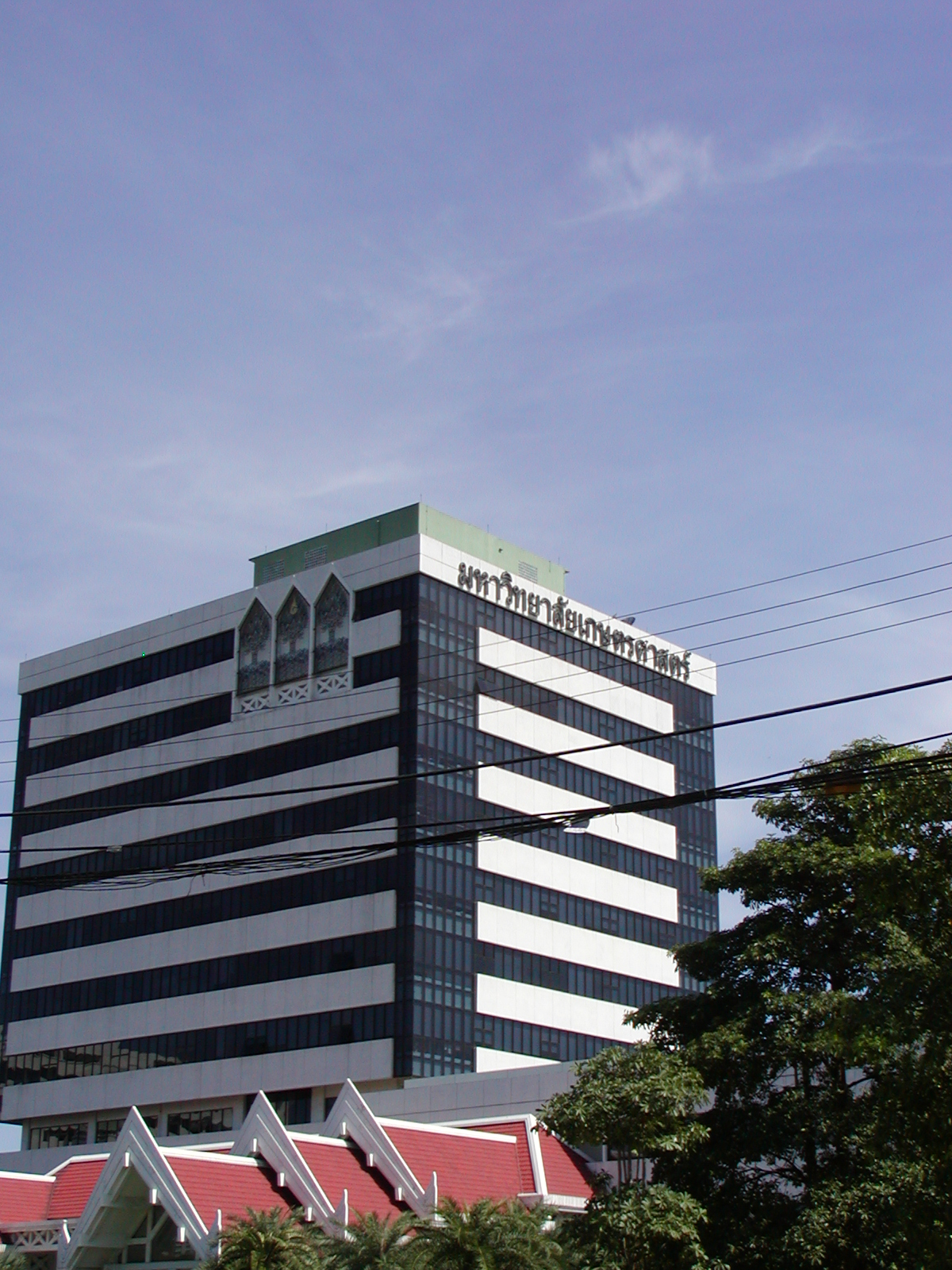
Hauptverwaltungsgebäude

- Luang Suwan Vajokkasikij (1946–1958)
- Intree Chantarasathit (1958–1965)
- Chuchat Kampoo (1965–1967)
- Intree Chantarasathit (1967–1969)
- Mom Ratchawong Chakrapanpensiri Chakrapan (1969–1974)
- Rapee Sakrig (1975–1979)
- Pithun Inkasuwan (1980–1982)
- Jongrak Prichanont (1982–1986)
- Sutham Areekul (1986–1992)
- Viroch Impitak (2002–2006)
- Kampol Adulwith (1992–1995)
- Teera Sutabutra (1996–2001)

## Universitätsgelände (Stand 2012)
Auf dem Gelände in Bangkok befindet sich das älteste Aquarium Thailands, das Bangkok-Aquarium. Die Gesamtfläche der Universität beträgt 25.984 Rai (4157 ha). Auf die verschiedenen Campus entfallen 13.487 Rai, der Rest entfällt auf die Zentren und Institute.
Die Kasetsart-Universität hat 4 Campus in verschiedenen Provinzen von Thailand:
- Campus Bang Khen, Bangkok
- Campus Kamphaeng Saen, Nakhon Pathom
- Campus Si Racha, Chonburi
- Chalermphrakiat-Campus, Sakon Nakhon

### Akademische Einrichtungen
Die Universität hat insgesamt 27 Fakultäten und zwei Colleges, die auf die vier Campus verteilt sind. Der Hauptcampus in Bang Khen unterhält 15 Fakultäten.
Campus Bang Khen (2012):
- Fakultät für Veterinärmedizin
- Fakultät für Tierzucht
- Fakultät für Architektur
- Fakultät für Betriebswirtschaft
- Fakultät für Volkswirtschaft
- Fakultät für Pädagogik
- Fakultät für Naturwissenschaften
- Fakultät für Ingenieurwissenschaften
- Fakultät für Geisteswissenschaften
- Fakultät für Sozialwissenschaften
- Fakultät für Agrarwissenschaften
- Fakultät für Agrarindustrie
- Fakultät für Fischereiwirtschaft
- Fakultät für Forstwissenschaften
- Fakultät für Umwelt
- Graduate School Kasetsart University

Neben den 27 Fakultäten und 2 Colleges unterhält die Universität 9 Institute und 105 Forschungszentren.

## Ranking

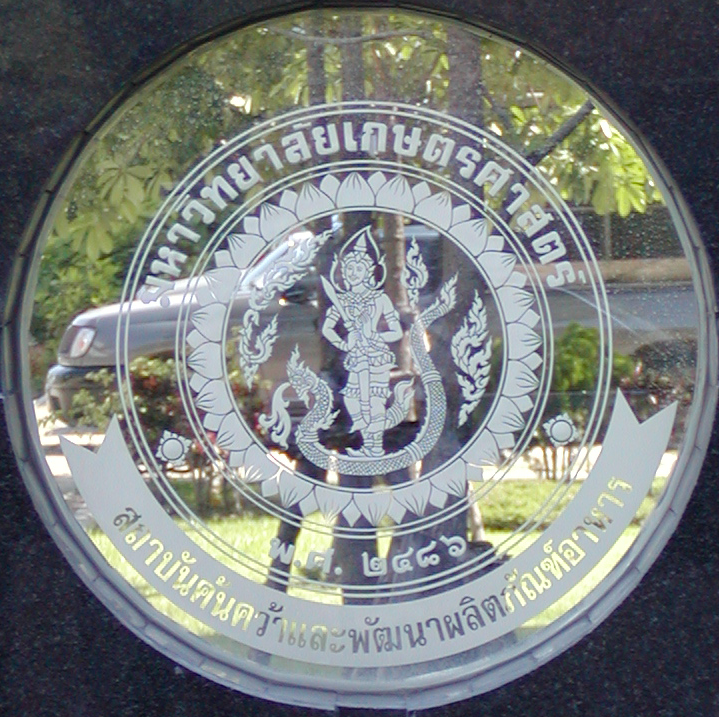
Abbildung des Universitätssiegels

Im QS World University Ranking 2013 gehörte die Kasetsart-Universität in den Fächergruppen Medizin und Biowissenschaften sowie Gesellschafts- und Wirtschaftswissenschaften zu Thailands führenden Universitäten. In Land- und Forstwissenschaft belegte sie sogar den ersten Platz innerhalb Thailands und Platz 33 weltweit. Eine weitere Stärke der Universität ist dem Ranking zufolge Kommunikations- und Medienwissenschaft (Platz 3).

## Symbol
Das Siegel der Universität zeigt den mit dem Ackerbau verbundenen indischen Gott Varuna mit seinem Reittier, einem Naga.